# Reggenza di Hulu Sungai Meridionale
La reggenza di Hulu Sungai Meridionale (in indonesiano: Kabupaten Hulu Sungai Selatan) è una reggenza dell'Indonesia, situata nella provincia di Kalimantan Meridionale.